# کرنگی نووه
کرنگی نووه (به لهستانی:  Kręgi Nowe) یک روستا در لهستان است که در گمینا وشکوو واقع شده است. کرنگی نووه ۱۹۰ نفر جمعیت دارد.